# Nyceryx ericea
Espèce
Nyceryx ericea est une espèce d'insectes lépidoptères (papillons) qui appartient à la famille des Sphingidae, sous-famille des Macroglossinae, à la tribu des Dilophonotini, sous-tribu des Dilophonotina, et au genre Nyceryx.  

## Description
L'envergure est d'environ 54 mm. Il se distingue des autres espèces du genre Nyceryx par les taches semi-transparentes dans la moitié distale de l'aile antérieure et la région tornale (angle externe) de l'aile postérieure, ainsi que la base jaune au dessus de l'aile postérieure.

## Biologie
Les adultes volent toute l'année.

## Répartition
Nyceryx ericea, vole dans les plaines tropicales et subtropicales.
L'espèce est connue au Panama, Guatemala, Costa Rica, Brésil et en Bolivie.

## Systématique
- L'espèce Nyceryx ericea a été décrite par l'entomologiste britannique Herbert Druce, en 1888 sous le nom initial de Pachygonia ericea[2].
- La localité type est la province du Chiriqui au Panama.

### Synonymie
- Pachygonia ericea Druce, 1888 Protonyme
- Nyceryx ericea minor Clark, 1916